# Century (Florida)
Century ist eine Stadt im Escambia County im US-Bundesstaat Florida. Das U.S. Census Bureau hat bei der Volkszählung 2020 eine Einwohnerzahl von 1.713 ermittelt.

## Geographie
Century liegt direkt an der Grenze zu Alabama, auf deren nördlicher Seite die Stadt Flomaton liegt. Century befindet sich rund 60 km nördlich von Pensacola.

## Demographische Daten
Laut der Volkszählung 2010 verteilten sich die damaligen 1698 Einwohner auf 765 Haushalte. Die Bevölkerungsdichte lag bei 199,8 Einw./km². 39,7 % der Bevölkerung bezeichneten sich als Weiße, 56,1 % als Afroamerikaner, 0,4 % als Indianer und 0,5 % als Asian Americans. 0,3 % gaben die Angehörigkeit zu einer anderen Ethnie und 3,1 % zu mehreren Ethnien an. 1,1 % der Bevölkerung bestand aus Hispanics oder Latinos.
Im Jahr 2010 lebten in 34,2 % aller Haushalte Kinder unter 18 Jahren sowie 31,4 % aller Haushalte Personen mit mindestens 65 Jahren. 64,4 % der Haushalte waren Familienhaushalte (bestehend aus verheirateten Paaren mit oder ohne Nachkommen bzw. einem Elternteil mit Nachkomme). Die durchschnittliche Größe eines Haushalts lag bei 2,51 Personen und die durchschnittliche Familiengröße bei 3,20 Personen.
29,4 % der Bevölkerung waren jünger als 20 Jahre, 21,6 % waren 20 bis 39 Jahre alt, 25,3 % waren 40 bis 59 Jahre alt und 23,7 % waren mindestens 60 Jahre alt. Das mittlere Alter betrug 39 Jahre. 44,3 % der Bevölkerung waren männlich und 55,7 % weiblich.
Das durchschnittliche Jahreseinkommen lag bei 21.719 $, dabei lebten 40,7 % der Bevölkerung unter der Armutsgrenze.
Im Jahr 2000 war Englisch die Muttersprache von 98,71 % der Bevölkerung, spanisch sprachen 1,03 % und 0,26 % sprachen tagalog.

## Sehenswürdigkeiten
Am 28. September 1989 wurde das Alger-Sullivan Lumber Company Residential Historic District in das National Register of Historic Places eingetragen.

## Verkehr
Century wird vom U.S. Highway 29 sowie der Florida State Road 4 durchquert. Der nächste Flughafen ist der Pensacola International Airport (rund 65 km entfernt).